# Фучина (Венеција)
Фучина (итал. Fucina) је насеље у Италији у округу Венеција, региону Венето.
Према процени из 2011. у насељу је живело 60 становника. Насеље се налази на надморској висини од 7 м.